# Edmundo Guibourg
Edmundo Guibourg (Balvanera, 15 de noviembre de 1893 -12 de julio de 1986) fue un periodista, historiador, crítico teatral y director argentino, gran amigo de Carlos Gardel.
Criado en el barrio del Abasto, fue allí donde conoció a Carlos Gardel siendo aun niños. 

## Biografía
Relacionado con el teatro, el tango y el turf, escribió para el Diario Crítica de la Argentina de Natalio Félix Botana, donde además fue corresponsal en París seis años. 
Se inició en el diario Tribuna en 1912, antes había sido caricaturista de Crónica. Trabajó como crítico, traductor y director de La Vanguardia desde 1913. 
Perteneció a la redacción del diario Clarín de Buenos Aires.
Dio su testimonio en el filme Gardel, el alma que canta dirigido en 1985 por Carlos Orgambide y dirigió la película Bodas de sangre en 1938 basada en la tragedia homónima de Federico García Lorca con Margarita Xirgú, Pedro López Lagar y Eloísa Cañizares, la única película sonora de la Xirgú sobre la cual el crítico Calki opinó en El Mundo:

«Hombre de teatro, Guibourg entra en el cine con un concepto puro de la imagen. No ha querido verter exactamente la pieza teatral en la pantalla. La suya es una interpretación cinematográfica más que de Bodas de sangre del total espíritu poético de García Lorca. [...] Un poeta que fue amigo de García Lorca decía que si Federico viera esta película, quedaría conforme y alegre con ella».

La película "BODAS DE SANGRE" fue filmada en la casa propiedad de Edmungo GUIBOURG en el paraje Quebrada Honda, localidad de Unquillo, Provincia de Córdoba, instalada en el medio de las sierras.
En 1987 recibió el Premio Konex de Honor.

## Publicaciones
- 1983, El último bohemio: conversaciones con Edmundo Guibourg de Mona Moncalvillo, Buenos Aires, Editorial Celtia, ISBN 950 9106526
- 1969, Edmundo Guibourg, Los Hermanos Podestá : 1851-1945 ¿Quién fue en el teatro nacional?. Buenos Aires : Ediciones Culturales Argentinas.
- 1985, Edmundo Guibourg, Al pasar por el tiempo
- Edmundo Guibourg, La dicha que me diste
- Castagnino, Raúl H., Algunos recuerdos de Edmundo Guibourg.
- Cruz, Jorge, Edmundo Guibourg, crítico.
- Tálice, Roberto, Evocación de Edmundo Guibourg.